# 弗爾德湖
53°29′34″N 9°09′26″E / 53.4926713°N 9.1571298°E

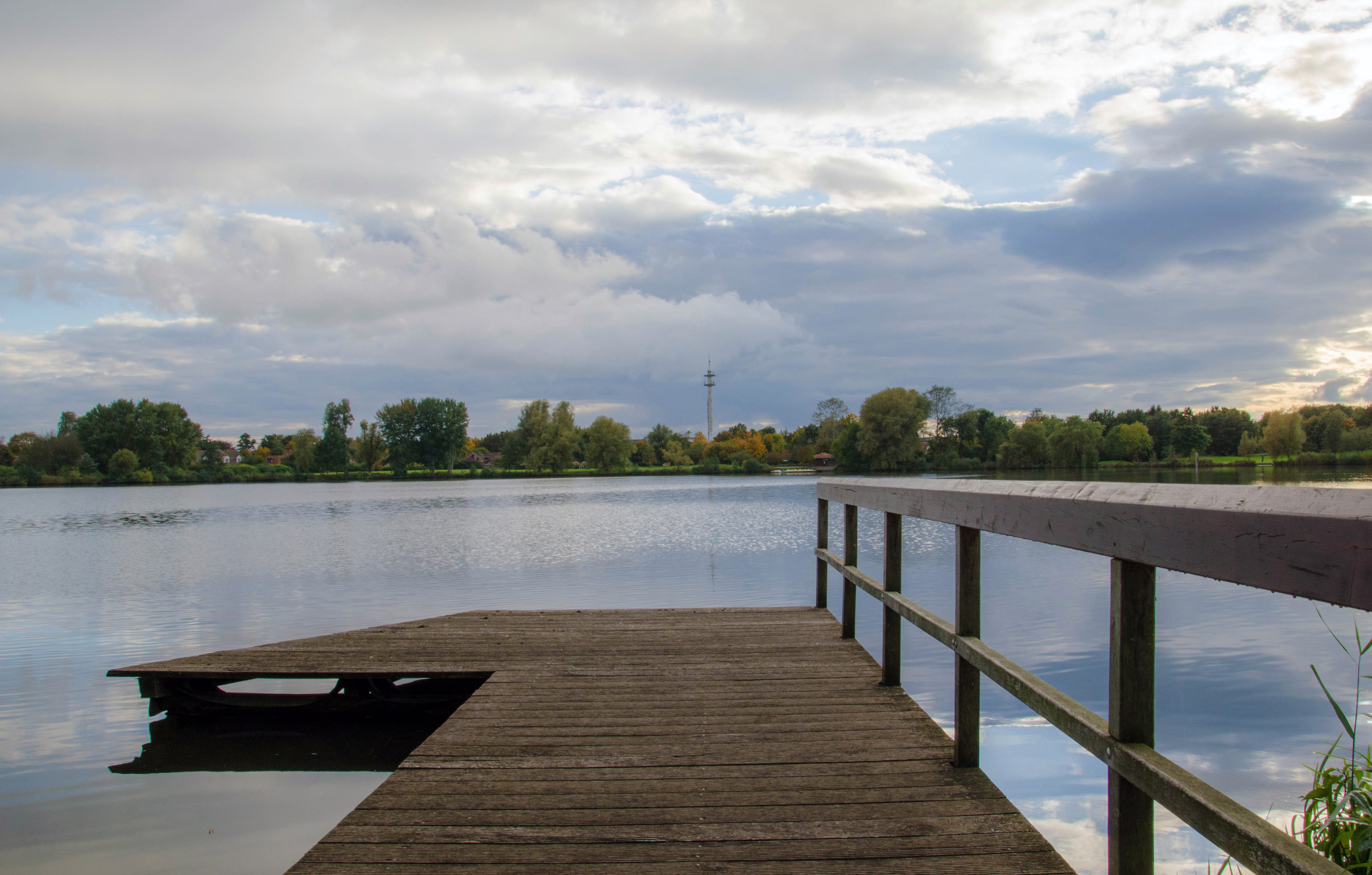

弗爾德湖（德語：Vörder See），是德國的湖泊，位於該國西北部，由下薩克森州負責管轄，處於羅滕堡縣，長1.2公里、寬0.8公里，面積0.5平方公里，海拔高度3米，平均水深2米，湖岸線長度3.8公里。